# Nirra Fields
Nirra Wellman Fields (Vancouver, 3 dicembre 1993) è una cestista canadese, professionista nella WNBA.

## Carriera
È stata selezionata dalle Phoenix Mercury al terzo giro del Draft WNBA 2016 (32ª scelta assoluta).
Con il Canada ha disputato due edizioni dei Giochi olimpici (Rio de Janeiro 2016, Tokyo 2020), tre dei Campionati mondiali (2014, 2018, 2022) e quattro dei Campionati americani (2015, 2017, 2021, 2023).